# Pueblo madjar
Los madiar, madjar o madi-yar (en ruso, мaжap [maʒaɾ]; en húngaro, singular: madjar, plural: madjarok), también magiares de Kazajistán (en ruso, Казахские маджары), son un grupo etnolingüístico de Kazajistán, que habita en la provincia de Kostanay. A partir de las pruebas genéticas por línea paterna del investigador húngaro András Zsolt Bíró, se ha demostrado que los madjar están genéticamente más cerca de la población húngara que de grupos étnicos geográficamente más cercanos.